# 後藤光尊
後藤 光尊（ごとう みつたか、1978年7月27日 - ）は、 秋田県南秋田郡八郎潟町出身の元プロ野球選手（内野手、右投左打）、野球指導者、野球解説者。

## 経歴

### プロ入り前
八郎潟町立八郎潟中学校時代は野球とラグビーを掛け持ちし、ラグビーでは県大会優勝経験がある。
秋田工業高等学校に1年からレギュラー確約条件にスカウトされたが、秋田県内有数の進学校である秋田高等学校に進学、3年時にエース投手として第68回選抜高等学校野球大会に出場する。
スポーツ推薦で法政大学に進学したが、上級生らによりいじめを受けて留年が確定し、そのまま大学を中退する。
その後、1997年に同じ秋田高校OBで川崎製鉄千葉野球部監督の齋藤正直に誘われて同野球部に練習生として参加し、1998年に入社。同年の第69回都市対抗野球大会に出場し、決勝戦ではプロでチームメイトとなる川越英隆を擁する日産自動車と対戦し準優勝、最も優秀な活躍を収めた新人選手に贈られる若獅子賞と三塁手部門での優秀選手賞を受賞。バンコクアジア大会日本代表、シドニーオリンピック野球日本代表候補に選出された。社会人時代のチームメイトには同じ秋田県出身の藤田太陽がいる。
2001年のドラフト会議にてオリックス・ブルーウェーブから10位で指名を受け、契約金2000万円、年俸600万円（金額は推定）という条件で入団した。背番号は49。

### オリックス時代

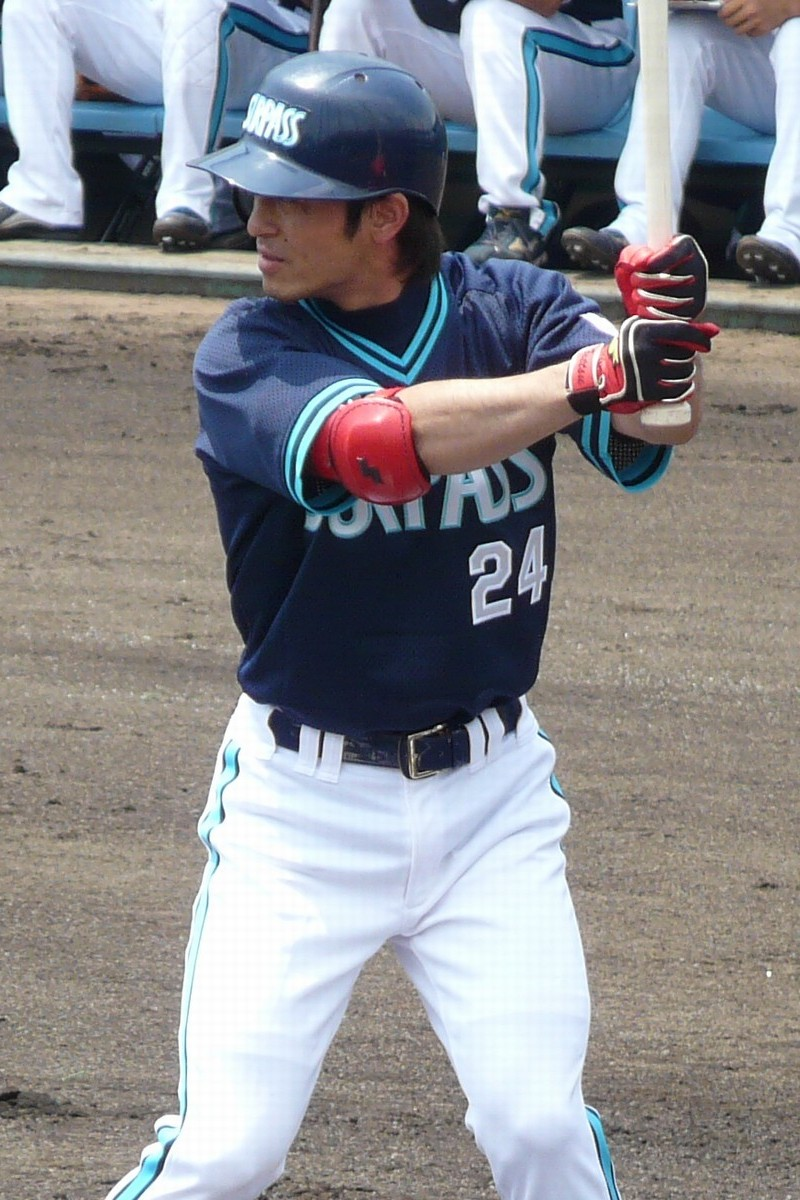
2008年7月30日

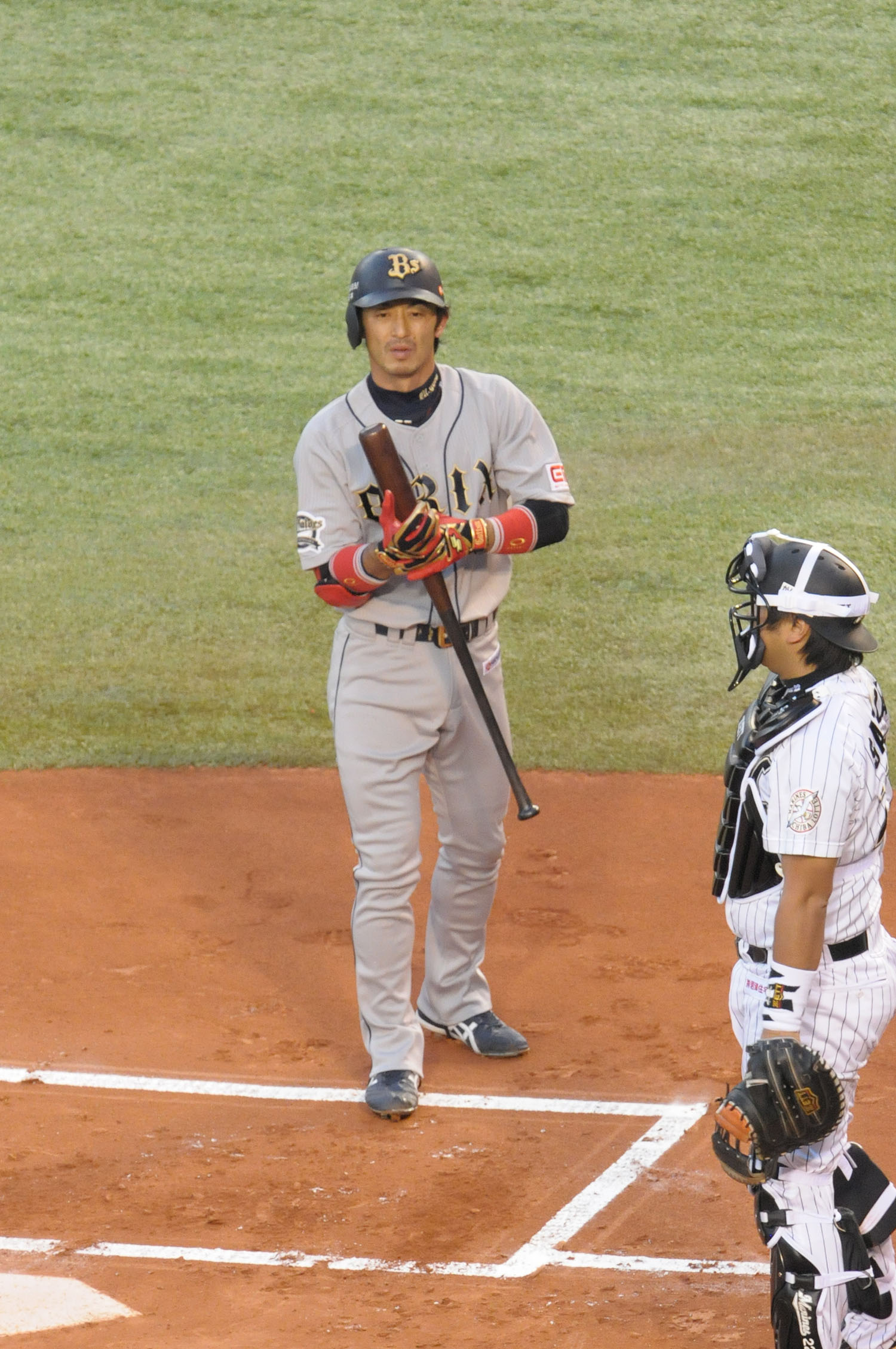
2011年8月6日

2002年は、「6番・指名打者」として、一軍の開幕戦にスタメン出場。4月には1番を打ち3本の三塁打を記録して長打力と俊足をアピールした。
2003年は、開幕直後に故障で出遅れたものの、99試合に出場。6月から2番、7月以降は9番・遊撃手のレギュラーに定着し、この年は9本塁打を記録した。9月には、7日の対大阪近鉄バファローズ戦で髙村祐から逆転サヨナラ2点適時三塁打を放つと、9月27日の対福岡ダイエーホークス戦では延長10回裏に岡本克道からサヨナラソロ本塁打を放ち、マジック1で胴上げがかかっていたダイエーの胴上げを阻止する一撃となった。オフに背番号を1に変更した。
2004年は、シーズン序盤は遊撃手のレギュラーとして出場していたが、打撃不振に陥り、7月以降は打撃好調の塩崎真に取って代わられ、平野恵一ら内野手に差をつけられた。シーズン最終戦となった9月27日の対近鉄戦では、5回裏に適時打を放っており、これがブルーウェーブとして最後の打点となった。同年シーズン終了後、大阪近鉄バファローズとの球団合併・分配ドラフトによりオリックス・バファローズと契約。この際、近鉄の背番号1は鈴木啓示が着けていた永久欠番だったため、合併球団における背番号1の扱いが検討された。後藤は合併後も引き続き背番号1の着用を希望し、鈴木も「自分の永久欠番はあくまで近鉄での記録によるもの」と承諾したため、合併後も背番号1を着用することになった。なお、2011年以降は前身球団（阪急ブレーブス、合併前のオリックス・ブルーウェーブ、近鉄バファローズ→大阪近鉄バファローズ）のユニフォーム復刻に伴い、近鉄バファローズの背番号1のユニフォームを着用する機会が生じ、2013年には近鉄が健在だった時代には存在しなかった大阪ドーム移転後のコシノヒロコデザインのホーム用の背番号1のユニフォームを着用することになる。
2005年は、初めて100試合以上に出場し、規定打席には届かなかったものの打率.295を記録するなど、打撃好調を維持した。5月13日の対広島東洋カープ戦では延長10回裏に小山田保裕からサヨナラ本塁打を放ち、オリックス・バファローズとして初のサヨナラゲームとなった。同年は球団合併により遊撃手である阿部真宏が加入してきたため、主に三塁手や指名打者での出場だった。ある程度の長打力と走力を持つことから、打線が中々固定できないチーム事情や対戦相手によって大きく打順を変える仰木彬監督の采配もあって全打順でのスタメン出場を達成。
2006年は、中村紀洋が三塁に入ったため、塩崎や水口栄二らと二塁手のレギュラーを争う起用が考えられていた。しかし、阿部の長期離脱、中村の故障などで出番が増え、前半戦は打率3割を記録するなど貧打のチームにあって貴重な存在となった。後半失速して前年より数字を落としたが、同年も2番と4番以外の全ての打順でスタメン出場した。守備では安定感の面で成長が見られ、一塁手2試合、二塁手72試合、三塁手11試合、遊撃手27試合と内野4ポジション全てを守った。オフに就任したテリー・コリンズ新監督が背番号1を着けることが決まり、背番号を24に変更してパ・リーグオールスター東西対抗から24番のユニフォームでプレーした。コリンズ監督からは「MVPを獲得すれば背番号1を返還する」と言われたが、インタビューで「果てしなく無理です」と答えた。
2007年は、開幕当初は同年から加入したグレッグ・ラロッカが三塁手に、新人の大引啓次が遊撃手で起用された。しかし、阿部が故障で離脱した4･5月には二塁手、ラロッカが離脱した6月には三塁手、シーズン終盤に大引が打撃不振に陥ると遊撃手として出場し、穴を埋めた。9月17日の対千葉ロッテマリーンズ戦では延長戦に入って外野手を全員使い切ったため、プロ入り後初めて公式戦で左翼手を務めた。その時の心境について「練習はしていたけれど、ビックリした。けど、1球ぐらい捕りたかった。（守備機会は無かったため）」とコメントしている。序盤は打率2割台前半に停滞していた打撃は終盤に復調し、9月にはほぼ全試合に出場した。同じ守備位置、打順で6試合以上連続してスタメン起用されない中で自己最多の107試合に出場、初の2桁本塁打、チーム4位の34打点を挙げた。同年も1、3、4番以外の打順でスタメン出場した。
2008年は、開幕直後は不振だったが5月から徐々に復調。7月5日の対北海道日本ハムファイターズ戦で稲葉篤紀の打球を好捕した際に右肩を地面に強打し、右肩鎖関節脱臼と診断され戦線離脱し、8月10日の対ロッテ戦で復帰。復帰後は故障前以上に打ち、9月には5番に座る機会も増え月間21打点を記録した。同年は初めて規定打席に到達し、115試合に出場して14本塁打、57打点を記録し、前年まで苦手としていたサウスポーに対して打率.303を記録するなど打率、本塁打、打点はチームの日本人選手中最高の成績を収めた。また、リーグ4位の二塁打と盗塁（坂口智隆と同数）はチームトップの記録だった。同年オフ、5月にコリンズ監督が辞任して空き番号となっていた背番号1を再び着用することを発表。
2009年は、開幕から二塁手のレギュラーに定着。4月23日に自身が放った打球がチームメイトのアレックス・カブレラの足に直撃して戦線離脱させてしまい、自身も5月16日に右太もも裏肉離れのため出場選手登録を抹消され、早期回復を目指すも再発を繰り返す。9月15日の対福岡ソフトバンクホークス戦に代打として復帰出場して適時打を放ち、翌日にはソロ本塁打を放つ。9月17日の対ソフトバンク戦では1点ビハインドの9回裏に馬原孝浩から同点ソロ本塁打、延長10回裏にサヨナラ犠飛を放つなどの活躍もあったが、前年の半分以下の54試合の出場にとどまり、成績も落ち込んだ。
2010年は、新監督の岡田彰布にシーズン前から3番を任命され、開幕2戦目の東北楽天ゴールデンイーグルス戦では9回裏一死で福盛和男から同点本塁打を放ったが、3・4月は月間打率.265だった。交流戦に入ると徐々に調子を上げて交流戦打率.369、対阪神タイガース戦は4試合で17打数10安打2本塁打7打点を記録するなどチームの交流戦初優勝に貢献した。8月には選手会長の日高剛とチーム最年長の田口壮が二軍調整の為、精神的支柱を欠く状況を打破する目的で球団初のキャプテン制導入に伴いゲーム・キャプテンに任命された。その後も3番打者として出場し続けて9月26日のロッテ戦では延長10回に薮田安彦からサヨナラ2点本塁打を放つなど、143試合に出場して打率.295、16本塁打、73打点、二塁手としては1955年のロベルト・バルボンの記録を更新して球団新記録となる174安打と自己最高の成績を残したが、併殺打はリーグ2位タイ（西武･中島裕之と同数）の20、3番打者に定着しクリーンナップを1年間務めながらリーグ3位（1位は川﨑宗則、2位は西岡剛）の590打数を記録、四球の少なさが目立ってしまった。また、野手の中では北川博敏と共に2人だけシーズン通して一軍に登録され続けた。8月11日に国内FA権を取得し、11月12日に残留を基本線として権利を行使し、11月26日に｢岡田監督に恩返ししたい」として残留を正式表明すると同時に「生涯オリックス」宣言をした。オフシーズンにはイチローと合同自主トレを行った。この際には5年の複数年契約が結ばれていたが、報道では3年契約とされていた。
2011年は、開幕戦の対ソフトバンク戦の9回裏一死の場面で、完投勝利目前の和田毅から同点ソロを放ち、チームの敗戦を救う働きも見せたが、シーズン序盤は不調で、更に胃腸炎のために5月12日に登録抹消。5月31日の対横浜ベイスターズ戦で復帰し、緩やかに調子を上げていく。8月11日の対楽天戦で4番として出場し本塁打を放ち、プロ野球史上9人目となる全打順本塁打を達成した。すると、8月16日の対ソフトバンク戦から9月15日の対楽天戦まで安打を放ち、パ・リーグでは歴代5位タイ、球団では福本に次ぐ歴代4位となる26試合連続安打を記録した。9月16日の対ロッテ戦では無安打に終わったが、この試合で四球を選んだことで連続試合出塁は継続され、10月5日の対西武戦まで43試合連続出塁を記録した。結局、9月は全25試合のうち、前述の16日の試合を除く24試合で、リーグ歴代4位タイの月間44安打を放ち、月間打率.436を記録して自身初の月間MVPを獲得した。最終的には打率もリーグ3位の打率.312を記録し、自身初の3割となった。しかしその一方で、得点圏打率は.280と低かった。
2012年は、「3番・二塁手」として3年連続で開幕戦に出場。例年と同様に春先から打撃不振に陥るも、攻守に精彩を欠いた状態が続き、交流戦では5番や1番に据えられたこともあった。オールスター直前の7月16日に二軍降格となり、後半戦から一軍に昇格。7月29日の対日本ハム戦では9回裏に武田久から通算999安打を自身7度目のサヨナラ打で飾り、7月31日の対西武戦で初回に石井一久から通算1000本安打となる適時二塁打を放つ。しかし、ここ数年とは異なって夏場以降になっても最後まで打撃の調子が上向かず、9月27日に登録抹消となりそのままシーズンを終えた。シーズン通算では、主に3番打者として131試合に出場。しかし、打率.242、4本塁打、43打点に終わった影響で、チームの総得点もリーグ最下位の443得点にとどまった。
2013年は、阪神から平野恵一がFAによる移籍でオリックスに復帰。しかし、開幕前に平野が怪我で離脱したこともあって、開幕から主に7番・セカンドでスタメンに名を連ねた。しかし、開幕から低調な成績が続き、7月4日に登録抹消されるとその間に怪我の平野が復帰、ショートを守っていた安達了一が二塁を守ったり、原拓也などが台頭し、自身も二軍でも調子が上がらないこともあり、以降は長らく二軍での調整が続いた。結局、シーズン終盤でようやく昇格し、2試合出場しシーズンを終えた。シーズン通算では69試合で打率.243、3本塁打、16点と2010年に結ばれた長期契約の中では最も低い成績に終わった。なお、シーズン終了後の12月11日に臨んだ契約更改では、前述の契約期間が（2011年から）4年以上であることが判明している。

### 楽天時代

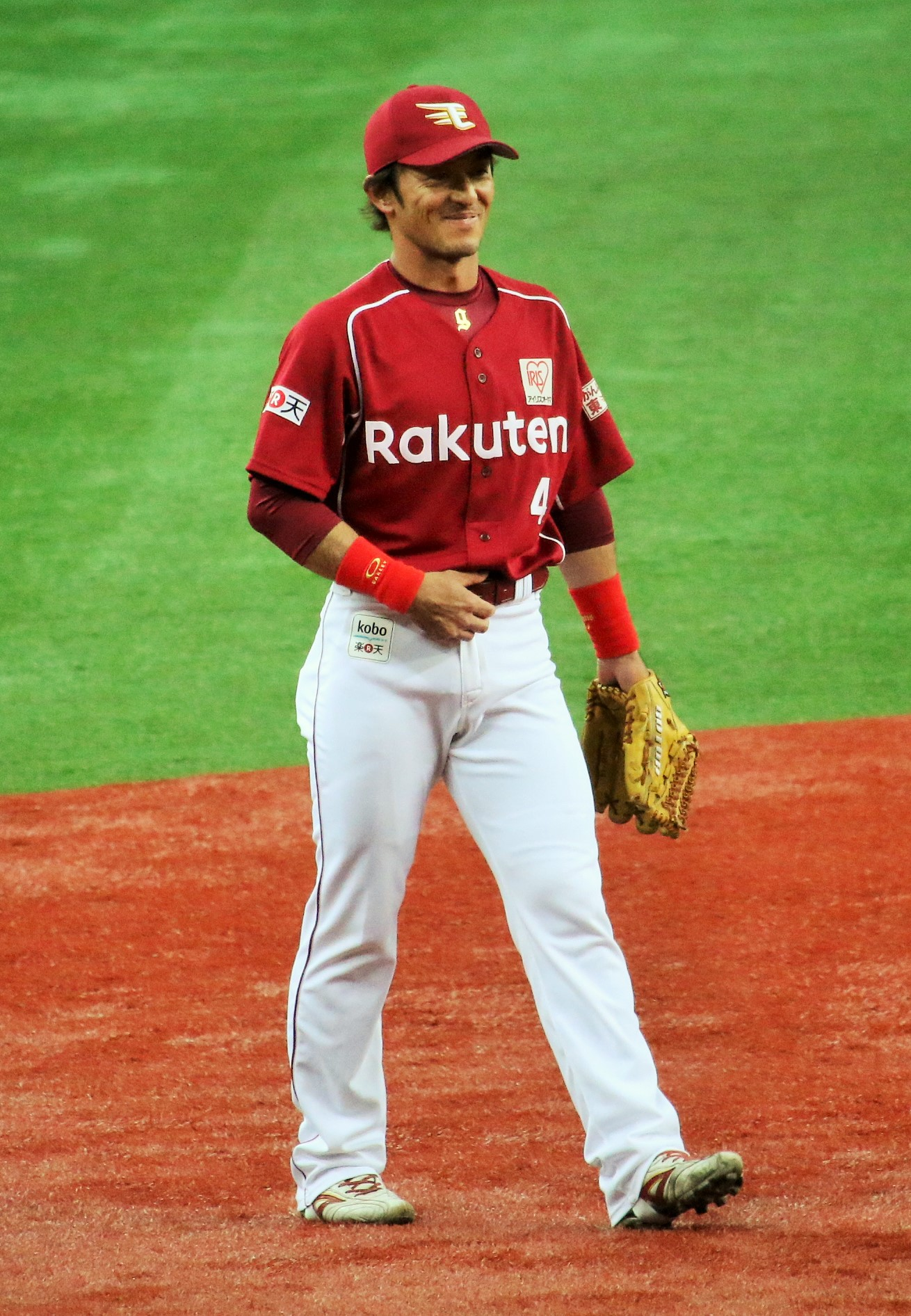
2014年3月12日 京セラドーム大阪

2013年の契約更改直後の12月19日に鉄平とのトレードで東北楽天ゴールデンイーグルスへ移籍することが発表された。背番号は4。
2014年は、一軍の内野陣を一塁手・銀次、二塁手・藤田一也、三塁手・ケビン・ユーキリス、遊撃手・松井稼頭央で固定するチーム方針を背景に、春季キャンプから外野守備を練習。オープン戦から公式戦の開幕直後までは、もっぱら左翼手としてスタメンに起用された。ユーキリスと銀次が故障で相次いで戦線を離脱した6月上旬から、銀次が一軍へ復帰するまでは、主に「3番・三塁（または一塁）」としてスタメン出場。銀次の復帰後は、遊撃手を中心に起用されたが、7月7日に移籍後初めて出場選手登録を抹消された。141打席で打率.203、1本塁打、わずか1四球という低調なシーズンであったが、オリックス時代からの複数年契約のため、現状維持の推定年俸1億5000万円で契約更改した。
2015年は、前年ショートを守っていた西田哲朗がキャンプ中に怪我したことにより、シーズン序盤は阿部俊人とショートで併用されていたが、4月14、15日に2試合連続本塁打を放つなど打撃が好調で固定される。6月3日の東京ヤクルトスワローズ戦では移籍後初の4番を経験。藤田一也や銀次の故障、復帰した西田やゼラス・ウィーラーの不振などで固定され続けた。7月以降はセカンドでの出場が多くなったが、フルイニング出た試合も多く、疲れも出てきたのか8月以降は打率1割台と低迷。8月29日に登録抹消された。9月23日に再び一軍に上がると、最終戦となった10月6日に自身3年ぶりの規定打席に到達した。
2016年は、開幕当初の一軍公式戦では、主に代打で起用。4月5日のオリックス戦では、代打で3点本塁打を放った。この本塁打は、チームのレギュラーシーズン初本塁打でもあった。藤田が故障で戦線を離脱中には、二塁手としてスタメンで起用。代打では15打数6安打という成績を残したが、8月4日に出場選手登録を抹消されると、一軍復帰を果たせないまま10月1日に球団から戦力外通告を受けた。NPB他球団での現役続行を希望していたため、11月12日に12球団合同トライアウト（阪神甲子園球場）へ参加。投手を含めた参加65選手の最年長（38歳）ながら、シートバッティング形式の対戦では、5人の投手を相手に4打数1安打1三振という結果を残した。しかし、NPB他球団から獲得のオファーを受けるまでには至らず、12月2日付でNPBから自由契約選手として公示。12月24日に現役を引退した。

### 引退後
楽天球団の職員へ転身するとともに、2017年1月10日付で、スクール部ベースボールグループに配属。球団が運営する「楽天イーグルスアカデミー」で、ジュニア部門のコーチを務めた。2017年4月5日、楽天×ソフトバンク2回戦で、J SPORTS中継の野球解説者デビューした。東日本放送と東北放送〔TBCテレビ・TBCラジオ〕の野球解説者も兼任している。
2018年シーズン限りで楽天のジュニアコーチ職を退団して、2019年からオリックス・バファローズ二軍内野守備・走塁コーチに就任。2013年オフに鉄平とのトレードで楽天に移籍して以来5年ぶりの古巣復帰となった。
2020年は一軍打撃コーチとなったが、8月21日に二軍打撃コーチへと配置転換され、11月5日に鈴木郁洋とともに翌年のコーチ契約の更新を行わない旨を球団から通告された。
2021年、ベースボール・チャレンジ・リーグの石川ミリオンスターズの野手コーチに就任。

### 石川での現役復帰
2022年1月12日、この年から日本海オセアンリーグ所属となる石川の監督に就任することが発表された。1月14日に開かれた就任会見では「選手を兼任する」と発言した。4月1日にリーグが発表した開幕ロースターに内野手として記載され、兼任監督となることが確定した。後藤が現役復帰を決断したのは、私淑するイチローに「なぜトレーニングを続けているのか」と質問して「現役は引退したとしても、プロのアスリートでい続けることはできるよね」と返答された言葉に刺激を受け、さらに独立リーグの指導で思いを伝える難しさから、「一緒にやっちゃったほうがいいんじゃないのかな」という考えに至ったと取材に対して述べている。選手を育成する場でもある独立リーグでの出場について、他の選手から機会を奪う面があることを知りつつ、興行としての必要性から割り切っているという趣旨の発言をしている。
チームの所属リーグが日本海リーグに変わった2023年も兼任監督として留任した。シーズン終了後の9月28日、契約満了に伴う監督退任が発表された。

### 石川退団後
2024年12月22日、台湾プロ野球・富邦ガーディアンズの二軍監督兼守備総合コーチに就任することが発表された。

## 選手としての特徴
パンチ力のある中距離打者で、軸のブレない鋭いスイングからライナー性の打球を放ち、オリックス・バファローズ時代の本拠地京セラドーム大阪の試合では甘い球を5階席まで運んだこともある。左投手を苦手とし、2008年にはミートすることを重視し対左打率.303を誇ったが、2006年から2010年まで対左打率.252と苦戦している。
少々のボール球でも強引に打ちにいく悪球打ちの面もあるため、四球が少ない。楽天時代の2014年には、ボール球スイング率48.8パーセントを記録。また、オリックス時代の監督の岡田彰布には「みんなが打てんボールを打つ」と評された。
オリックス時代の2011年に一軍公式戦で14盗塁を記録した走力の持ち主だが、左打者でありながら一塁到達は4秒後半が多い。
内野全ポジションに左翼手も守れるユーティリティープレイヤーだが、現役時代には、二塁手として起用されることが多かった。二塁守備では、高い身体能力を生かして、大胆なプレーをしばしば披露。その一方で、オリックス時代の2010年には、RFで5.18（パ・リーグ公式戦での守備イニングが500以上の選手でワースト2位）を記録したほか、得点換算でも低い数値を残した。楽天時代は、二塁手のポジションには、藤田一也がおり、その為、遊撃手を主に務めていたほか、内野守備すべてのバックアップを務めた。

## 人物
愛称は「Gottsu（ゴッツ）」。
憧れの選手はケン・グリフィー・ジュニアである。高校時代選抜大会に出場した際、毎日新聞に掲載されたチーム紹介でもその名前を確認できる。
投手として出場した甲子園では、初戦で完投するも滝川二に15安打を打たれて敗れている。この試合、滝川二の三塁打（6本）、両チームの三塁打（滝川二6本、秋田1本）、滝川二が7回の攻撃で記録した三塁打（3本）はいずれも大会記録である（チーム1イニング三塁打のみ最多タイ記録）。
試合後、オフにウエイトトレーニングを欠かさず、体脂肪率は9パーセントである。下戸でもあり、あまりチームメイトと食事にいったりするような性格ではなかった。2010年にオリックス・バファローズの監督に就任した岡田彰布からはチームリーダーの役割を期待され、当初は自分が一匹狼のような性格なため悩んだが、シーズン途中には無理のないリーダー像が見えてきたという。
2003年に元イエローキャブのタレントである斉藤ますみと結婚。彼女との間に娘がいることを公表しており、テレビ番組で紹介されたこともある。2011年現在、1男1女の父。
2011年9月、オリジナル写真集PHOちょ+より自身初の公式写真集がリリースされた。
2015年12月5日、秋田県大館市で開催されたシンポジウム「夢の向こうにｉｎ秋田」（日本野球機構、日本プロ野球選手会、日本高野連主催）に、同じ県内出身・ゆかりのロッテ・木村優太投手、ヤクルト・石山泰稚投手、DeNA・砂田毅樹投手を含めた8人の選手とともに参加し、県内32校272人の高校生に野球指導を行った。後藤は母校・秋田高の選手に直接指導する機会にも恵まれ、「こういう機会が来るとは思わなかった。少しでも力になれれば。基本の積み重ねが将来を決める。真剣に取り組んでくれれば」とエールを送った。

## 詳細情報

### 年度別打撃成績
| 年 度      | 球 団      | 試 合 | 打 席 | 打 数 | 得 点 | 安 打 | 二 塁 打 | 三 塁 打 | 本 塁 打 | 塁 打 | 打 点 | 盗 塁 | 盗 塁 死 | 犠 打 | 犠 飛 | 四 球 | 敬 遠 | 死 球 | 三 振 | 併 殺 打 | 打 率 | 出 塁 率 | 長 打 率 | O P S |
| ---------- | ---------- | ----- | ----- | ----- | ----- | ----- | -------- | -------- | -------- | ----- | ----- | ----- | -------- | ----- | ----- | ----- | ----- | ----- | ----- | -------- | ----- | -------- | -------- | ----- |
| 2002       | オリックス | 39    | 102   | 94    | 11    | 23    | 4        | 3        | 2        | 39    | 8     | 1     | 1        | 4     | 0     | 3     | 0     | 1     | 16    | 1        | .245  | .276     | .415     | .690  |
| 2003       | オリックス | 99    | 341   | 318   | 42    | 85    | 15       | 5        | 9        | 137   | 29    | 7     | 11       | 6     | 0     | 10    | 0     | 7     | 68    | 5        | .267  | .304     | .431     | .735  |
| 2004       | オリックス | 53    | 179   | 170   | 24    | 44    | 10       | 0        | 1        | 57    | 18    | 4     | 2        | 2     | 0     | 5     | 0     | 2     | 24    | 4        | .259  | .288     | .335     | .623  |
| 2005       | オリックス | 105   | 347   | 325   | 49    | 96    | 27       | 2        | 9        | 154   | 42    | 6     | 4        | 2     | 0     | 11    | 2     | 9     | 32    | 12       | .295  | .336     | .474     | .810  |
| 2006       | オリックス | 95    | 307   | 290   | 26    | 78    | 14       | 2        | 3        | 105   | 21    | 4     | 0        | 4     | 0     | 11    | 1     | 2     | 51    | 2        | .269  | .300     | .362     | .662  |
| 2007       | オリックス | 107   | 337   | 314   | 28    | 80    | 16       | 2        | 10       | 130   | 34    | 5     | 7        | 4     | 3     | 14    | 3     | 2     | 26    | 7        | .255  | .288     | .414     | .702  |
| 2008       | オリックス | 115   | 447   | 410   | 52    | 117   | 32       | 0        | 14       | 191   | 57    | 13    | 6        | 7     | 3     | 16    | 2     | 11    | 88    | 5        | .285  | .327     | .466     | .793  |
| 2009       | オリックス | 54    | 219   | 208   | 23    | 57    | 12       | 0        | 4        | 81    | 17    | 8     | 3        | 1     | 2     | 8     | 1     | 0     | 36    | 4        | .274  | .298     | .389     | .688  |
| 2010       | オリックス | 143   | 632   | 590   | 82    | 174   | 32       | 3        | 16       | 260   | 73    | 2     | 1        | 0     | 2     | 32    | 2     | 8     | 96    | 20       | .295  | .339     | .441     | .780  |
| 2011       | オリックス | 130   | 553   | 526   | 54    | 164   | 19       | 4        | 8        | 215   | 55    | 14    | 6        | 0     | 5     | 17    | 2     | 5     | 74    | 9        | .312  | .336     | .409     | .745  |
| 2012       | オリックス | 131   | 546   | 520   | 52    | 126   | 21       | 0        | 4        | 159   | 43    | 3     | 2        | 1     | 6     | 14    | 0     | 5     | 74    | 8        | .242  | .266     | .306     | .572  |
| 2013       | オリックス | 69    | 271   | 255   | 17    | 62    | 9        | 0        | 3        | 80    | 16    | 1     | 4        | 1     | 1     | 11    | 1     | 3     | 41    | 7        | .243  | .281     | .314     | .595  |
| 2014       | 楽天       | 54    | 141   | 138   | 8     | 28    | 3        | 1        | 1        | 36    | 11    | 0     | 1        | 0     | 2     | 1     | 0     | 0     | 38    | 5        | .203  | .206     | .261     | .467  |
| 2015       | 楽天       | 117   | 444   | 413   | 31    | 98    | 18       | 0        | 9        | 143   | 42    | 13    | 8        | 10    | 4     | 12    | 0     | 5     | 48    | 8        | .237  | .265     | .346     | .611  |
| 2016       | 楽天       | 50    | 138   | 132   | 16    | 33    | 4        | 1        | 2        | 45    | 10    | 2     | 0        | 0     | 1     | 4     | 1     | 1     | 30    | 1        | .250  | .275     | .341     | .616  |
| 通算：15年 | 通算：15年 | 1361  | 5004  | 4703  | 515   | 1265  | 236      | 23       | 95       | 1832  | 476   | 83    | 56       | 42    | 29    | 169   | 15    | 61    | 742   | 98       | .269  | .301     | .390     | .691  |

### 年度別守備成績
内野守備
| 年 度 | 一塁  | 一塁  | 一塁  | 一塁  | 一塁  | 一塁     | 二塁  | 二塁  | 二塁  | 二塁  | 二塁  | 二塁     | 三塁  | 三塁  | 三塁  | 三塁  | 三塁  | 三塁     | 遊撃  | 遊撃  | 遊撃  | 遊撃  | 遊撃  | 遊撃     |
| 年 度 | 試 合 | 刺 殺 | 補 殺 | 失 策 | 併 殺 | 守 備 率 | 試 合 | 刺 殺 | 補 殺 | 失 策 | 併 殺 | 守 備 率 | 試 合 | 刺 殺 | 補 殺 | 失 策 | 併 殺 | 守 備 率 | 試 合 | 刺 殺 | 補 殺 | 失 策 | 併 殺 | 守 備 率 |
| ----- | ----- | ----- | ----- | ----- | ----- | -------- | ----- | ----- | ----- | ----- | ----- | -------- | ----- | ----- | ----- | ----- | ----- | -------- | ----- | ----- | ----- | ----- | ----- | -------- |
| 2002  | -     | -     | -     | -     | -     | -        | -     | -     | -     | -     | -     | -        | 18    | 8     | 29    | 2     | 3     | .949     | 11    | 17    | 17    | 2     | 5     | .994     |
| 2003  | -     | -     | -     | -     | -     | -        | 9     | 8     | 17    | 1     | 1     | .962     | 22    | 8     | 43    | 0     | 5     | 1.000    | 75    | 96    | 176   | 17    | 43    | .941     |
| 2004  | -     | -     | -     | -     | -     | -        | -     | -     | -     | -     | -     | -        | -     | -     | -     | -     | -     | -        | 53    | 77    | 126   | 8     | 30    | .962     |
| 2005  | -     | -     | -     | -     | -     | -        | -     | -     | -     | -     | -     | -        | 45    | 26    | 73    | 4     | 6     | .961     | 40    | 55    | 91    | 6     | 30    | .961     |
| 2006  | 2     | 6     | 0     | 0     | 1     | 1.000    | 17    | 24    | 32    | 1     | 9     | .982     | 10    | 7     | 18    | 3     | 3     | .893     | 69    | 86    | 207   | 9     | 42    | .970     |
| 2007  | -     | -     | -     | -     | -     | -        | 72    | 165   | 182   | 5     | 44    | .986     | 11    | 2     | 16    | 1     | 0     | .947     | 27    | 31    | 64    | 3     | 13    | .969     |
| 2008  | -     | -     | -     | -     | -     | -        | 93    | 217   | 267   | 6     | 61    | .988     | 1     | 0     | 1     | 0     | 0     | 1.000    | 27    | 37    | 68    | 1     | 10    | .991     |
| 2009  | -     | -     | -     | -     | -     | -        | 54    | 117   | 210   | 6     | 54    | .982     | -     | -     | -     | -     | -     | -        | -     | -     | -     | -     | -     | -        |
| 2010  | -     | -     | -     | -     | -     | -        | 143   | 318   | 404   | 8     | 74    | .989     | -     | -     | -     | -     | -     | -        | -     | -     | -     | -     | -     | -        |
| 2011  | -     | -     | -     | -     | -     | -        | 129   | 284   | 389   | 10    | 62    | .985     | -     | -     | -     | -     | -     | -        | -     | -     | -     | -     | -     | -        |
| 2012  | -     | -     | -     | -     | -     | -        | 130   | 266   | 422   | 8     | 71    | .989     | -     | -     | -     | -     | -     | -        | -     | -     | -     | -     | -     | -        |
| 2013  | -     | -     | -     | -     | -     | -        | 68    | 146   | 193   | 4     | 40    | .988     | -     | -     | -     | -     | -     | -        | -     | -     | -     | -     | -     | -        |
| 2014  | 3     | 21    | 3     | 0     | 2     | 1.000    | 4     | 2     | 5     | 1     | 0     | .875     | 30    | 7     | 26    | 1     | 4     | .971     | 9     | 5     | 22    | 0     | 2     | 1.000    |
| 2015  | 1     | 2     | 0     | 0     | 0     | 1.000    | 49    | 103   | 112   | 5     | 23    | .977     | -     | -     | -     | -     | -     | -        | 67    | 94    | 200   | 12    | 37    | .961     |
| 2016  | -     | -     | -     | -     | -     | -        | 31    | 61    | 67    | 1     | 13    | .992     | 9     | 3     | 7     | 1     | 1     | .909     | 8     | 8     | 11    | 2     | 3     | .905     |
| 通算  | 6     | 29    | 3     | 0     | 3     | 1.000    | 779   | 1711  | 2253  | 56    | 452   | .986     | 146   | 61    | 213   | 12    | 22    | .958     | 386   | 506   | 982   | 60    | 215   | .961     |

外野守備
| 年 度 | 外野  | 外野  | 外野  | 外野  | 外野  | 外野     |
| 年 度 | 試 合 | 刺 殺 | 補 殺 | 失 策 | 併 殺 | 守 備 率 |
| ----- | ----- | ----- | ----- | ----- | ----- | -------- |
| 2007  | 1     | 0     | 0     | 0     | 0     | .---     |
| 2014  | 8     | 15    | 1     | 0     | 0     | 1.000    |
| 通算  | 9     | 15    | 1     | 0     | 0     | 1.000    |

- 各年度の太字はリーグ最高

### 表彰
- 月間MVP：1回（野手部門：2011年9月）

### 記録
初記録
- 初出場・初先発出場：2002年3月30日、対大阪近鉄バファローズ1回戦（大阪ドーム）、6番・指名打者で先発出場
- 初打席：同上、1回表にショーン・バーグマンから三振
- 初盗塁：同上、6回表に二盗（投手：ショーン・バーグマン、捕手：藤井彰人）
- 初安打：同上、8回表に三澤興一から二塁内野安打
- 初本塁打・初打点：2002年4月15日、対大阪近鉄バファローズ3回戦（グリーンスタジアム神戸）、5回裏にジェレミー・パウエルから右越ソロ

節目の記録
- 1000試合出場：2012年6月17日、対中日ドラゴンズ4回戦（京セラドーム大阪）、3番・二塁手で先発出場 ※史上452人目
- 1000安打：2012年7月31日、対埼玉西武ライオンズ12回戦（西武ドーム）、1回表に石井一久から右中間適時二塁打 ※史上269人目

その他の記録
- 全打順本塁打：2011年8月11日、対東北楽天ゴールデンイーグルス15回戦（京セラドーム大阪）、4番・二塁手で先発出場、1回裏に永井怜から右中間へ2ラン ※史上9人目
  - 最後に4番で達成したのは、井口資仁（千葉ロッテマリーンズ）以来2人目
- 26試合連続安打：2011年8月16日 ‐ 9月15日

### 独立リーグでの年度別打撃成績
| 年 度    | 球 団    | 試 合 | 打 席 | 打 数 | 得 点 | 安 打 | 二 塁 打 | 三 塁 打 | 本 塁 打 | 塁 打 | 打 点 | 盗 塁 | 盗 塁 死 | 犠 打 | 犠 飛 | 四 球 | 敬 遠 | 死 球 | 三 振 | 併 殺 打 | 打 率 | 出 塁 率 | 長 打 率 | O P S |
| -------- | -------- | ----- | ----- | ----- | ----- | ----- | -------- | -------- | -------- | ----- | ----- | ----- | -------- | ----- | ----- | ----- | ----- | ----- | ----- | -------- | ----- | -------- | -------- | ----- |
| 2022     | 石川     | 11    | 26    | 24    | -     | 3     | 1        | 0        | 0        | 4     | 3     | 0     | 0        | 0     | 0     | 1     | -     | 1     | 6     | 0        | .125  | .192     | .167     | .359  |
| 2023     | 石川     | 1     | 1     | 0     | 0     | 0     | 0        | 0        | 0        | 0     | 1     | 0     | 0        | 0     | 0     | 1     | -     | 0     | 0     | 0        | .000  | 1.000    | .000     | 1.000 |
| NOL：1年 | NOL：1年 | 11    | 26    | 24    | -     | 3     | 1        | 0        | 0        | 4     | 3     | 0     | 0        | 0     | 0     | 1     | -     | 1     | 6     | 0        | .125  | .192     | .167     | .359  |
| NBL：1年 | NBL：1年 | 1     | 1     | 0     | 0     | 0     | 0        | 0        | 0        | 0     | 1     | 0     | 0        | 0     | 0     | 1     | -     | 0     | 0     | 0        | .000  | 1.000    | .000     | 1.000 |

- 2023年度シーズン終了時

### 背番号
- 49（2002年 - 2003年）
- 1（2004年 - 2006年、2009年 - 2013年）
- 24（2007年 - 2008年）
- 4（2014年 - 2016年）
- 94（2019年 - 2023年）
- 51（2025年 - ）